# 王秀兰 (1969年)
王秀兰（1969年1月—），甘肃武威人，汉族，中国共产党党员。中华人民共和国政治人物、第十三届全国人民代表大会甘肃省代表。

## 生平
2018年2月24日，王秀兰被选为甘肃省出席第十三届全国人民代表大会代表。